# BK PU Prešov
BK PU Prešov (celým názvem: Basketbalový klub Prešovská univerzita Prešov; sponzorským názvem: BK Eilat PU Prešov) je slovenský univerzitní basketbalový klub, který sídlí v Prešově ve stejnojmenném kraji. Klub sdružuje pouze ženské a dívčí družstva. Oddíl patří pod patronát Prešovské univerzity v Prešove. Klubové barvy jsou červená a bílá.
Založen byl v roce 1953 v rámci Telovýchovné jednoty Slávia VŠ Prešov. Prvními hráčkami klubu byly studentky Pedagogické a Filozofické fakulty UPJŠ. První účasti v nejvyšší soutěži se ženské družstvo dočkalo v sezóně 1956/57. Nejvýznamnější úspěch zaznamenalo v sezóně 1973/74, kdy se umístilo na čtvrtém místě, což je považováno za největší úspěch ve federální éře. Z nejvyšší federální soutěže družstvo žen naposledy sestoupilo v sezóně 1982/83 a na další desetiletí tak zůstávalo v nižších soutěžích. První návrat se konal v sezóně 2000/01, ovšem i ten znamenal opětovný sestup dolů. Poslední návrat se konal v sezóně 2008/09. Zde vydrželo prešovské družstvo až do roku 2011, kdy se na vlastní žádost odhlásilo z nejvyšší soutěže.
Nejúspěšnější hráčkou klubu byla Iveta Pavlovičová-Polláková (za klub nastupující v letech 1970–1977), která se stala 286násobnou reprezentantkou Československa. Byla účastníkem LOH 1976 v Montréalu, na kterém československé reprezentantky skončily na čtvrtém místě.

## Historické názvy
Zdroj: 
- 1953 – TJ Slávia VŠ Prešov (Telovýchovná jednota Slávia Vysoké školy Prešov)
- 199? – BK Strojstav Prešov (Basketbalový klub Strojstav Prešov)
- 199? – BK Union PU Prešov (Basketbalový klub Union Prešovská univerzita Prešov)
- 2003 – BK Mazda PU Prešov (Basketbalový klub Mazda Prešovská univerzita Prešov)
- 2007 – BK '99 PU Prešov (Basketbalový klub '99 Prešovská univerzita Prešov)
- 2009 – BK PU Bemaco Prešov (Basketbalový klub Prešovská univerzita Bemaco Prešov)
- 2011 – BK Eilat PU Prešov (Basketbalový klub Eilat Prešovská univerzita Prešov)

## Umístění v jednotlivých sezonách
Zdroj: 
Legenda: ZČ - základní část, červené podbarvení - sestup, zelené podbarvení - postup, fialové podbarvení - reorganizace, změna skupiny či soutěže
| Československo (1956 – 1993) |                     |           |                      |           |                                                    |
| Sezóna                       | Název v ročníku     | Úroveň    | Soutěž               | ZČ        | Play-off                                           |
| 1956/57                      | TJ Slávia VŠ Prešov | 1. úroveň | 1. liga              | 9. místo  |                                                    |
| 1957/58                      | TJ Slávia VŠ Prešov | 1. úroveň | 1. liga              | 9. místo  |                                                    |
| 1958/59                      | TJ Slávia VŠ Prešov | 1. úroveň | 1. liga              | 8. místo  |                                                    |
| 1959/60                      | TJ Slávia VŠ Prešov | 1. úroveň | 1. liga              | 11. místo | Sestup                                             |
| ...                          |                     |           |                      |           |                                                    |
| 1961/62                      | TJ Slávia VŠ Prešov | 1. úroveň | 1. liga              | 10. místo |                                                    |
| 1962/63                      | TJ Slávia VŠ Prešov | 1. úroveň | 1. liga              | 9. místo  |                                                    |
| 1963/64                      | TJ Slávia VŠ Prešov | 1. úroveň | 1. liga              | 11. místo | Sestup                                             |
| ...                          |                     |           |                      |           |                                                    |
| 1970/71                      | TJ Slávia VŠ Prešov | 1. úroveň | 1. liga              | 7. místo  |                                                    |
| 1971/72                      | TJ Slávia VŠ Prešov | 1. úroveň | 1. liga              | 7. místo  |                                                    |
| 1972/73                      | TJ Slávia VŠ Prešov | 1. úroveň | 1. liga              | 6. místo  |                                                    |
| 1973/74                      | TJ Slávia VŠ Prešov | 1. úroveň | 1. liga              | 4. místo  |                                                    |
| 1974/75                      | TJ Slávia VŠ Prešov | 1. úroveň | 1. liga              | 7. místo  |                                                    |
| 1975/76                      | TJ Slávia VŠ Prešov | 1. úroveň | 1. liga              | 6. místo  |                                                    |
| 1976/77                      | TJ Slávia VŠ Prešov | 1. úroveň | 1. liga              | 7. místo  |                                                    |
| 1977/78                      | TJ Slávia VŠ Prešov | 1. úroveň | 1. liga              | 6. místo  |                                                    |
| 1978/79                      | TJ Slávia VŠ Prešov | 1. úroveň | 1. liga              | 8. místo  | Sestup                                             |
| ...                          |                     |           |                      |           |                                                    |
| 1980/81                      | TJ Slávia VŠ Prešov | 1. úroveň | 1. liga              | 8. místo  | Sestup                                             |
| ...                          |                     |           |                      |           |                                                    |
| 1982/83                      | TJ Slávia VŠ Prešov | 1. úroveň | 1. liga              | 8. místo  | Sestup                                             |
| ...                          |                     |           |                      |           |                                                    |
| Slovensko (1993 – )          |                     |           |                      |           |                                                    |
| Sezóna                       | Název v ročníku     | Úroveň    | Soutěž               | ZČ        | Play-off                                           |
| ...                          |                     |           |                      |           |                                                    |
| 2000/01                      | BK Union PU Prešov  | 1. úroveň | 1. liga              | 11. místo | Sestup                                             |
| ...                          |                     |           |                      |           |                                                    |
| 2003/04                      | BK Mazda PU Prešov  | 2. úroveň | 1. liga              | 2. místo  | Finálová skupina (2. místo); odhlášení ze soutěže  |
| ...                          |                     |           |                      |           |                                                    |
| 2007/08                      | BK '99 PU Prešov    | 2. úroveň | 1. liga – sk. Východ | 7. místo  | Play-out (4. místo); odkoupení extraligové licence |
| 2008/09                      | BK '99 PU Prešov    | 1. úroveň | Extraliga            | 6. místo  | Čtvrtfinále                                        |
| 2009/10                      | BK PU Bemaco Prešov | 1. úroveň | Extraliga            | 3. místo  | Finále                                             |
| 2010/11                      | BK PU Bemaco Prešov | 1. úroveň | Extraliga            | 5. místo  | Čtvrtfinále; odhlášení ze soutěže                  |
| 2011/12                      | BK Eilat PU Prešov  | 2. úroveň | 1. liga – sk. Východ | 1. místo  |                                                    |
| 2012/13                      | BK Eilat PU Prešov  | 2. úroveň | 1. liga – sk. Východ | 3. místo  |                                                    |
| 2013/14                      | BK Eilat PU Prešov  | 2. úroveň | 1. liga – sk. Východ | 3. místo  |                                                    |
| 2014/15                      | BK Eilat PU Prešov  | 2. úroveň | 1. liga – sk. Východ | 5. místo  | Reorganizace                                       |
| 2015/16                      | BK Eilat PU Prešov  | 2. úroveň | 1. liga              | 8. místo  |                                                    |
| 2016/17                      | BK Eilat PU Prešov  | 2. úroveň | 1. liga              | 2. místo  |                                                    |
| 2017/18                      | BK Eilat PU Prešov  | 2. úroveň | 1. liga              | 5. místo  |                                                    |
| 2018/19                      | BK Eilat PU Prešov  | 2. úroveň | 1. liga              |           |                                                    |